# Globar
Globar je tyčinka z karbidu křemíku, elektricky vyhřívaná na teplotu 1000-1650 °C. Využívá se jako zdroj infračerveného záření pro infračervenou spektroskopii.